# Pseudomelatoma eburnea
Pseudomelatoma eburnea är en snäckart som först beskrevs av Carpenter 1865.  Pseudomelatoma eburnea ingår i släktet Pseudomelatoma och familjen Pseudomelatomidae. Inga underarter finns listade i Catalogue of Life.